# Nauczycielskie Kolegium Języków Obcych w Bydgoszczy

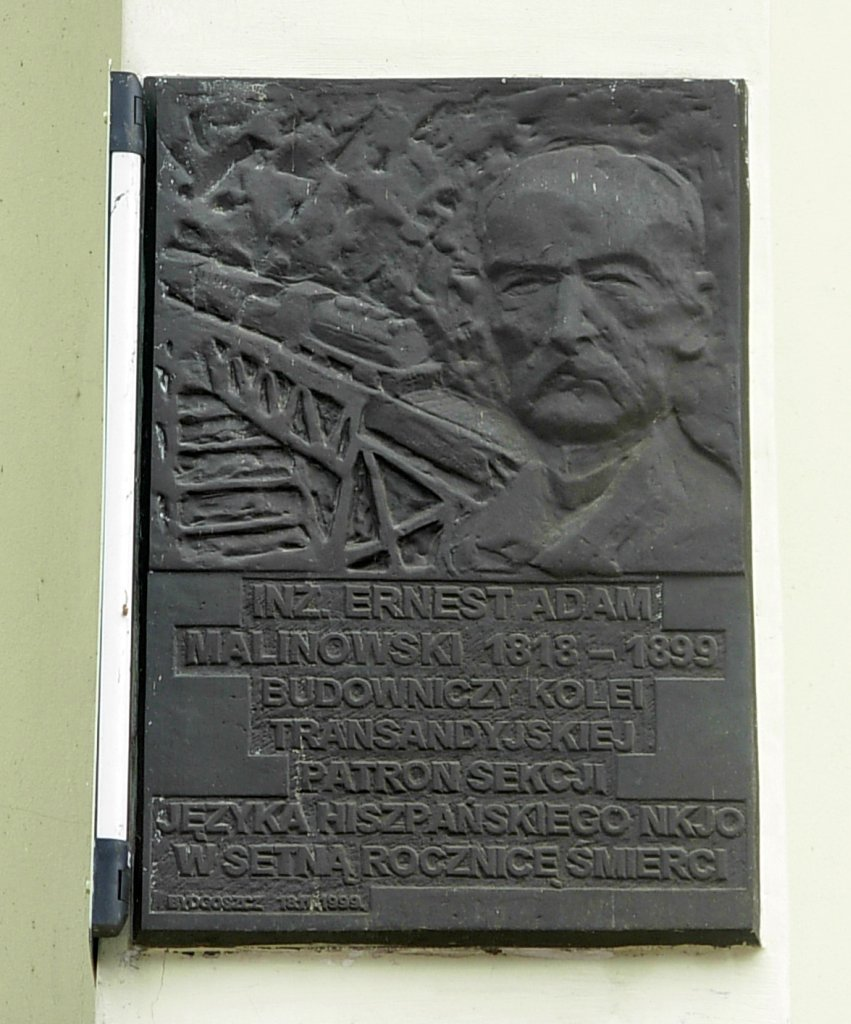
Tablica na fasadzie budynku Kolegium ku czci inż. Ernesta Malinowskiego (1818-1899) – budowniczego Kolei Transandyjskiej, patrona sekcji języka hiszpańskiego NKJO

Nauczycielskie Kolegium Języków Obcych (NKJO) w Bydgoszczy (Foreign Language Teacher Training College Bydgoszcz, Collège universitaire de formation des maîtres de langues étrangères de Bydgoszcz, Idioma Extranjero Formación Docente Colegio Bydgoszcz, Fremdsprachenkolleg für Lehrerausbildung Bydgoszcz) – publiczna placówka edukacyjna  w Bydgoszczy, nad którą opiekę naukową i dydaktyczną sprawuje Uniwersytet im. Adama Mickiewicza w Poznaniu oraz Uniwersytet Warszawski.

## Charakterystyka
Kolegium jest publiczną szkołą wyższą kształcącą nauczycieli języków obcych w czterech specjalnościach:
- język angielski
- język hiszpański
- język francuski
- język niemiecki

Organem prowadzącym placówki jest Samorząd Województwa Kujawsko-Pomorskiego. Nauka w Kolegium trwa 3 lata (6 semestrów); w trybie dziennym jest bezpłatna. Absolwenci otrzymują dyplom licencjata uczelni patronackich Kolegium: Uniwersytetu im. Adama Mickiewicza w Poznaniu (angielski, francuski, niemiecki) i Uniwersytetu Warszawskiego (hiszpański). Następnie mogą podjąć pracę w szkolnictwie lub kontynuować naukę na studiach magisterskich.
NKJO oferuje również kursy dokształcające dla nauczycieli szkół podstawowych, gimnazjalnych i ponadgimnazjalnych oraz konkursy dla szkół. 

## Historia
Kolegium powstało w 1990 r. z inicjatywy bydgoskiego Kuratora Oświaty dla kształcenia nauczycieli języków obcych. Oferta edukacyjna dotyczyła początkowo języków: angielskiego, niemieckiego i francuskiego, a w 1992 r. wprowadzono również język hiszpański. W 2001 r. uczelnia stała się siedzibą regionalnych koordynatorów ogólnopolskich programów doskonalenia nauczycieli: DELFORT (j. niemiecki) i COFRAN (j. francuski). Od 2002 r. placówka organizuje corocznie przedsięwzięcia cykliczne: Konferencje Wewnątrzszkolnego Doskonalenia Nauczycieli, Forum Praktyków oraz Językowe Spotkania Teatralne (wystawiane w czterech językach nauczanych w NKJO).

## Baza dydaktyczna
Siedziba NKJO w Bydgoszczy znajduje się w Śródmieściu przy ul. Dworcowej 80 (naprzeciw budynku Dyrekcji Kolei). Oprócz pomieszczeń dydaktycznych dysponuje biblioteką językową, Medioteką Goethe-Institut (od 1999; do nauki języka niemieckiego) oraz zbiorem książek i materiałów audiowizualnych INSETT (do nauki języka angielskiego, z rejonizacją obejmującą województwo kujawsko-pomorskie oraz zachodnią część województwa mazowieckiego).

## Ciekawostka
W Bydgoszczy istnieje również Niepubliczne Nauczycielskie Kolegium Języków Obcych należące do bydgoskiego oddziału regionalnego Towarzystwa Wiedzy Powszechnej.

## Likwidacja
28 stycznia 2013 r. sejmik województwa kujawsko-pomorskiego przyjął uchwałę w sprawie likwidacji NKJO w Bydgoszczy z dniem 1 października 2015 roku. 